# 高永楽
高 永楽（こう えいらく、生没年不詳）は、北魏末から東魏にかけての人物。陽州公。本貫は渤海郡蓨県。高歓の祖父の兄の高真の曾孫にあたる。

## 経歴
高昋の子として生まれた。太昌元年（532年）、陽州県伯に封じられた。爵位は公に進み、北豫州刺史に累進した。元象元年（538年）、河橋の戦いで高昂が西魏軍に敗れて撤退したとき、永楽は河陽の南城を守備していた。高昂が入城しようとしたが、西魏軍の追撃が迫ったため、永楽は城門を明けず、高昂は西魏軍に捕らえられた。高歓は激怒して、永楽に杖罰200を加えた。後に北豫州刺史を退任したが、永楽の家には財産がなかった。高歓が理由を訊ねると、永楽は「裴監が長史として、辛公正が別駕として、王の委任を受けて1斗の酒や2羽の鶏さえ入れようとしないのです」と答えた。興和年間、永楽は驃騎大将軍・儀同三司・済州刺史に任じられた。裴監は済州長史に、辛公正は済州別駕になった。永楽が済州に赴任すると、裴監と辛公正の諫めが聞き入れられないむね、報告が高歓のもとに届いた。高歓は2人が清廉で実直なことを知り、ともに抜擢して任用した。
永楽は済州で死去した。太師・太尉・録尚書事の位を追贈された。諡は武昭といった。
子はなく、従兄の高思宗の次男である高孝緒が後嗣となり、爵位を嗣いだ。

## 伝記資料
- 『魏書』巻32 列伝第20
- 『北斉書』巻14 列伝第6
- 『北史』巻51 列伝第39